# Tous ces pas vers le jaune
 (décembre 2024).
Tous ces pas vers le jaune est le premier roman de Christian-Yves Lhostis. Il a été publié en 1979 dans la collection  Ailleurs et Demain / L'écart aux Éditions Robert Laffont. Il s'agit du reste de l'unique volume paru en Ailleurs et Demain sous cet intitulé de collection, « L'écart ».

## Résumé
Le monde dans lequel vit Nils se limite à un unique et interminable couloir où tout est vert cru. Sa survie, ainsi que celle des autres « habitants », est garantie par différentes installations réparties tout au long du couloir : distributeurs de hot-dogs, de tabac ou de livres, lavabos, accouchoirs, trappes aux morts... 
Tous ces équipements font partie intégrante de leur monde et ne souffrent d'aucune remise en question. Seule la présence d'écrans montrant des hommes et des femmes évoluant dans un couloir jaune permet à Nils et aux autres « passagers » de croire à l'existence d'un monde meilleur. Dès lors Nils n'a plus qu'un unique objectif : toujours marcher, toujours avancer pour, enfin, atteindre le Jaune.